# Tsintaosaurus
Tsintaosaurus ("gušter iz Qingdaoa", prema staroj transliteraciji "Tsingtao") bio je rod dinosaura hadrosaurida koji su nastanjivali današnju Kinu. Imao je dužinu od oko 10 metara, visinu od 3,6 metara i težio je tri tone. Tipična vrsta je T. spinorhinus, koju je 1958. prvi put opisao C. C. Young.
Kao hadrosaur, Tsintaosaurus je imao karakterističnu njušku koja je podsjećala na kljun patke, kao i zubne baterije koje je koristio za meljenje biljne hrane. Obično je hodao četveronoške, ali mogao se uspraviti i na zadnje kako bi osmotrio okolinu i pobjegao u slučaju da opazi prijetnju. Kao i ostali hadrosauri, Tsintaosaurus je vjerojatno živio u krdima.

## Krijesta
Tsintaosaurus se obično prikazuje s krijestom na lubanji, koja podsjeća na rog jednoroga. Tijekom 1990-ih neka su istraživanja bacila sumnju na prisustvo krijeste, tvrdeći da je "krijesta" zapravo slomljena kost s vrha njuške, koja je pomicanjem sedimenata pomaknuta prema gore. To istraživanje također je predložilo da bi, bez krijeste, Tsintaosaurus zapravo mogao biti sinonim sa sličan rod hadrosaura koji nije imao krijestu - Tanius. Otkriven je, međutim, drugi primjerak s uspravnom krijestom, što znači da je krijesta zaista postojala i da je Tsintaosaurus zaseban rod.

## Klasifikacija
Moguće je da je Tsintaosaurus formirao kladus unutar Lambeosaurinae zajedno s europskim rodovima Pararhabdodon i Koutalisaurus (vjerojatni sinonim roda Pararhabdodon).

## Rasprostranjenost
Tsintaosaurus je živio u jugoistočnoj Aziji, u današnjem Shandongu u južnom dijelu Kine.